# La Ciutat i la Casa
La Ciutat & la casa va ser una revista trimestral sobre arquitectura escrita únicament en català que s'editava a Barcelona i estava subvencionada per l'Associació d'Arquitectes de Catalunya. La revista parlava de l'arquitectura d'avantguarda i l'art modern de l'època noucentista. Va ser fundada el 1925 i dirigida per Rafael Benet. A l'oficina de redacció hi participaren reconeguts arquitectes catalans com Miquel Madurell, César Martinell, Ramon Raventós, Lluís Girona, Climent Maynés Cavero i Adolf Florensa.
Es conserva la a l'Arxiu Històric de Barcelona i a la Biblioteca de Catalunya, entre d'altres. També hi ha la versió digital que es pot accedir a través de l'Arxiu de Revistes Catalanes Antigues (ARCA).

## Història
Benet era pintor i estava molt interessat en l'art, especialment català. Va dedicar-se durant molts anys a publicar articles sobre aquest àmbit i es va convertir en un gran crític i historiador de l'art català. A principis dels anys vint va començar a publicar de manera regular a La Veu de Catalunya gràcies a la confiança de Joaquim Folch i Torres i el nomenament com a director de la Pàgina Artística del diari. Més tard, el gener de 1925 Benet va fundar la revista La Ciutat i la casa i es va posar en contacte amb Folch perquè participés en el projecte. Rafael Benet va passar a ser el director i es va encarregar de la secció d'Art Modern. I Joaquim Folch es va fer càrrec de la secció d'Art Antic de la revista.
Es van publicar set números de la revista, quatre l'any 1925, un al 1926 i dos al 1927. El contingut d'aquests tracta, principalment, de l'arquitectura de tendència noucentista, i especialment a Catalunya. Els dos exemplars més rellevants i destacats són un sobre l'arquitecte Antoni Gaudí i l'altre dedicat a l'Art Modern.
El preu de cada número era de 3 pessetes, el d'una subscripció anual a Barcelona era de 12 i per la resta de la Península de 13 pessetes.
El subtítol de les revistes, situat a la coberta, va anar canviant durant les publicacions. El dels dos primers exemplars és Revista d'arquitectura i arts aplicades. El subtítol del tercer, quart i cinquè exemplars és Revista d'arquitectura, arqueologia i bells oficis, i els dos últims no en tenen. El preu de cada número era de 3 pessetes, el d'una subscripció anual a Barcelona era de 12 i per la resta de la Península de 13 pessetes.
La revista està il·lustrada amb fotografies i dibuixos. La portada és en color, mentre que el contingut és en blanc i negre, tant el text com les imatges. A cada número hi ha una pàgina amb la informació tècnica de la revista (Any, Lloc i data, Direcció, Consell i Oficina de Redacció, Número, Periodicitat, Administració, Preu i Preu de Subscripcions). Dins la mateixa pàgina hi ha el Sumari amb els diferents temes que hi apareixen. A cada número hi surten diversos anuncis publicitaris d'empreses de construcció, electricistes, vidres, pintors, ascensors, mobles, etc.
La ciutat i la casa va deixar de publicar exemplars l'any 1928 perquè es va unir i fusionar amb La Gaseta de les Arts. Aquesta revista va passar a dir-se La Gaseta de les Arts (segona etapa) i va ser dirigida conjuntament per Rafael Benet i Joaquim Folch i Torres. El contingut d'aquesta revista es basava en l'art i la seva història.